# Mrowiny
Mrowiny est un village polonais de la gmina de Żarów situé au Sud du pays, en basse-Silésie. On peut y trouver le palais historique de la famille von Kulmiz, dont la tour fut détruite pendant la Seconde Guerre mondiale, ainsi que la chapelle accueillant leurs sépultures.

## Histoire
De 1742 à 1945, Konradswaldau fait partie de l'arrondissement de Schweidnitz dans le district de Breslau au sein de la province de Silésie.